# Latarnia gazowa i pomnik Dziewczynki z Zapałkami w Śremie
Latarnia gazowa i pomnik Dziewczynki z Zapałkami w Śremie – zrekonstruowana latarnia gazowa i rzeźba, znajdujące się u zbiegu ulic Kościuszki i Wyszyńskiego (na tzw. „Pumpenplacu”) w Śremie, odsłonięte 11 grudnia 2009. Latarnia jest jedyną czynną latarnią gazową w mieście. Pomysłodawcą rekonstrukcji starej latarni i odsłonięcia pomnika był Wojciech Majchrzak, który też kierował wszystkimi pracami przy ich wznoszeniu.

## Otoczenie latarni i pomnika
Zrekonstruowana stara latarnia gazowa i pomnik Dziewczynki z Zapałkami znajdują się w Śremie w starej części miasta, u zbiegu ulic Kościuszki i Wyszyńskiego, na małym trójkątnym placu, który oficjalnie nie ma nazwy, a powszechnie przez mieszkańców jest nazywany „Pumpenplacem”. Nazwa ta jest pochodzenia niemieckiego (Pumpenplatz – „plac pompy”) i wywodzi się z faktu, że w XIX wieku znajdowała się tu studnia publiczna, z której czerpano wodę. Chociaż studnia i pompa już nie istnieją, dawna nazwa zachowała się w pamięci mieszkańców i wciąż jest używana; czasami plac jest też żartobliwie nazywany placem Paryskim.

## Historia latarni i pomnika Dziewczynki z Zapałkami

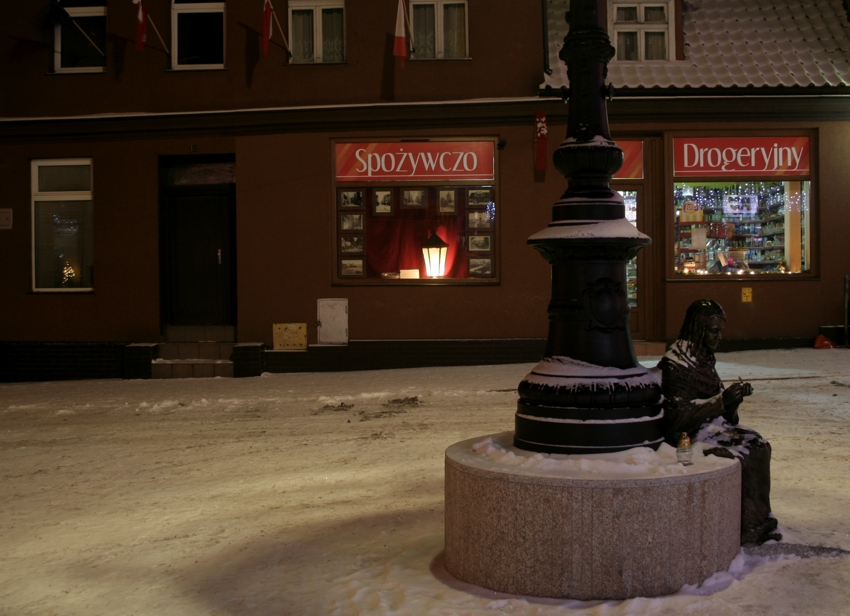
Stara latarnia gazowa i pomnik Dziewczynki z Zapałkami

Inicjatorem stworzenia w Śremie kompozycji przestrzennej składającej się z zabytkowej latarni gazowej i pomnika Dziewczynki z Zapałkami był Wojciech Majchrzak, lokalny przedsiębiorca, zajmujący się realizacją filmów dokumentalnych i działalnością kulturalną. Podczas realizacji jednego z filmów już w 1994 natknął się na stare zdjęcia przedstawiające latarnię gazową obok pompy na „Pumpenplacu”. Stwierdził wówczas, że choć sama latarnia nie zachowała się, jej podstawa wciąż znajduje się w Parku Miejskim im Powstańców Wielkopolskich w Śremie, gdzie służyła jako element ozdobny. Po kilkunastu latach, w 2007, przy okazji realizacji kolejnego filmu, powrócił do tych materiałów archiwalnych i postanowił odtworzyć dawną latarnię. Sprawą zainteresował lokalne władze samorządowe i przedsiębiorstwa, które wyraziły chęć partycypacji w kosztach odtworzenia zabytku. Zachowaną podstawę latarni przeniesiono z Parku Miejskiego i oczyszczono. W sąsiedniej wiosce Grzymysław w jednym z gospodarstw znaleziono dawny maszt innej latarni gazowej, który podpierał tam dach budynku gospodarczego. Wykonano też nowy klosz i górną część latarni. Wszystkie te prace jak również później wykonanie pomnika zostały sfinansowane ze środków prywatnych przez sponsorów ze Śremu i powiatu śremskiego, bez angażowania funduszy publicznych.
W trakcie prac nad rekonstrukcją latarni pojawił się też pomysł ożywienia tego miejsca przez zbudowanie pomnika. Piotr Garstka, rzeźbiarz i współwłaściciel odlewni w Szymanowie koło Śremu, w którego firmie wykonano też dużą część prac przy rekonstrukcji latarni, zaproponował odlanie rzeźby z brązu, przedstawiającej dziewczynkę z zapałkami z baśni Hansa Christiana Andersena. Modelką do rzeźby była jego córka – Olga Garstka.

## Odsłonięcie latarni i pomnika
Po wybudowaniu latarnię podłączono do miejskiej sieci gazowej; jest to obecnie jedyna czynna latarnia w Śremie, która do oświetlania wykorzystuje gaz, nie elektryczność. Uroczyste odsłonięcie zrekonstruowanej latarni i pomnika odbyło się 11 grudnia 2009, podczas przedświątecznego festynu w mieście - „Anielskiej Wigilii”. Podczas uroczystości, w której wziął udział m.in. konsul honorowy Danii w Poznaniu, Amatorska Kompania Teatralna AKT ze Śremu zaprezentowała inscenizację baśni Andersena (w przeciwieństwie do oryginału, przedstawienie to miało szczęśliwe zakończenie), a na ręce konsula przekazano miniaturkę latarni i rzeźby dla królowej Danii Małgorzaty II.
Według Wojciecha Majchrzaka rzeźba w Śremie jest prawdopodobnie jedynym pomnikiem Dziewczynki z Zapałkami na świecie, nie jest to jednak potwierdzone przez oficjalne źródła.

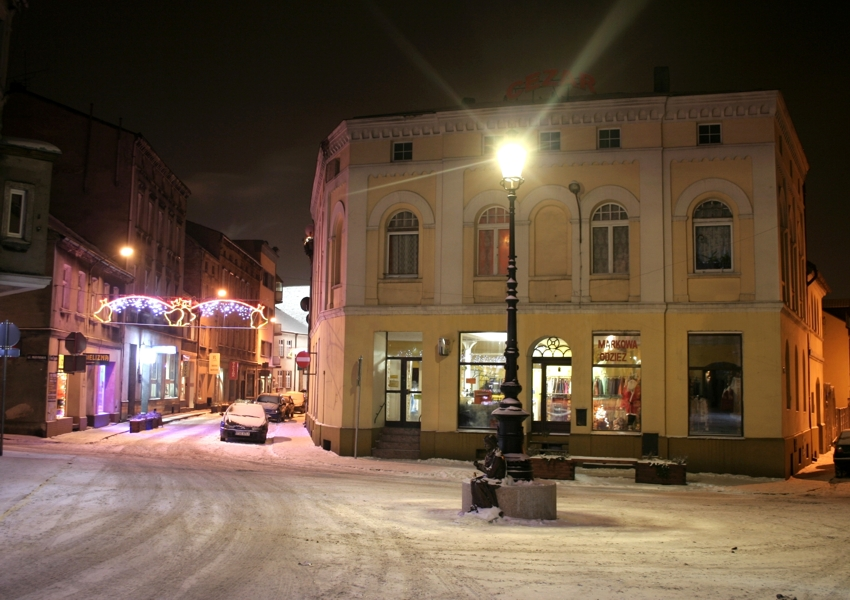
„Pumpenplac” w zimowej szacie